# Cumbre Estados Unidos-Rusia de 2025
La cumbre Estados Unidos-Rusia de 2025, también conocida como cumbre Trump-Putin, fue una reunión entre el presidente estadounidense Donald Trump y el presidente ruso Vladímir Putin realizada el 15 de agosto de 2025 en la Base Conjunta Elmendorf-Richardson, en Anchorage, Estados Unidos. Es la primera vez que una cumbre entre Estados Unidos y Rusia se lleva a cabo en los Estados Unidos, en lugar de terceros países, desde la cumbre celebrada en Governors Island en 1988.

## Antecedentes
El 14 de julio, durante una reunión en el Despacho Oval con el secretario general de la OTAN, Mark Rutte, Trump anunció que Estados Unidos aplicaría aranceles del 100% a los países que mantuvieran relaciones comerciales con Rusia, en caso de que no se lograra un acuerdo de paz en un plazo de 50 días. Posteriormente, el 28 de julio, en un encuentro con el primer ministro británico Keir Starmer, Trump acortó drásticamente ese plazo a entre 10 y 12 días, argumentando que las negociaciones no estaban avanzando como se esperaba.
El 6 de agosto, apenas dos días antes del nuevo límite, el enviado especial estadounidense Steve Witkoff se reunió con Vladimir Putin en Moscú. Tras ese encuentro, Trump expresó optimismo y señaló que existía una «buena posibilidad» de que se concretara una reunión con el presidente ruso en un futuro cercano.